# ناهد رشاد
ناهد شوقي بكير المعروفة بناهد رشاد (1915 – 1917) كانت شخصية مؤثرة خلال المملكة المصرية، حيث أصبحت كبيرة الوصيفات، وكانت عضوًا في الحرس الحديدي.
إنها شخصية نسائية مهمة في السنوات الأخيرة من حكم الملك فاروق، ليس باعتبارها فقط وصيفة القصر، ولا لأنها زوجة الطبيب الملكى الضابط الدكتور يوسف رشاد، ولكن لأنها امتلكت شخصية قوية كان لها تأثير كبير على الملك في سنوات اضطراب أحواله حتى رشحتها بعض الشائعات أن تصبح ملكة مصر بعد طلاق فاروق للملكة فريدة.
إنها ناهد رشاد التي شاركت في اختيار الملكة الجديدة ناريمان في السنوات الأخيرة من عرش الأسرة العلوية كلها. كانت قريبة من تنظيم الضباط الأحرار وغير بعيدة عن تنظيم الحرس الحديدي أيضًا. زوجها الراحل يوسف رشاد طبيب الملك فاروق الذي قضى سنوات عمره الأخيرة في مدينة الغردقة بعيدًا عن القاهرة وصخب ثورة 23 يوليو وتداعياتها المعروفة. وقد أوصلت منشورات الضباط الأحرار إلى مكتب فاروق إشفاقًا عليه وحرصًا على عرشه وإدراكًا منها أن الحكم يمر بأسوأ مراحله وأن الرياح القادمة سوف تعصف بالجميع، فقد اكتشفت بحكم اتصالاتها وذكائها أن العد التنازلى لحكم فاروق قد بدأ، كما كانت تتحدث عن شخصية «أنور السادات» كأسطورة عابرة في تاريخ تلك الفترة.

## ناهد رشاد في السينما والتلفزيون
- فيلم امرأة هزت عرش مصر عام 1995 عن قصتها وإدت دورها الفنانة نادية الجندي، وأدى شخصية الملك فاروق الفنان فاروق الفيشاوي. وظهرت في الفيلم باسم ناهد رشدي
- مسلسل كاريوكا عام 2012 عن قصة حياة الفنانة تحية كاريوكا بطولة وفاء عامر وأدت دورها الفنانة رشا سامي
- أوراق مصرية ج2 عام 2002 وأدت دورها الفنانة غادة عبد الرازق